# アンコール遺跡
座標: 北緯13度26分 東経103度50分 / 北緯13.433度 東経103.833度
アンコール（クメール語: អង្គរ 発音 [ʔɑŋkɔː]、英: Ankor）とは、ヤショダラプラ（クメール語: យសោធរបុរៈ、サンスクリット: यशोधरपुर、英: Yaśodharapura）とも知られ、かつてのクメール王朝の首都である。現在はカンボジアシェムリアップ州の北西部、トンレサップ湖北岸のシェムリアップの北側に位置する。東南アジアで最も重要な考古学遺跡とされる。この都市にあるアンコール・ワットは、カンボジアで最も人気のある観光名所のひとつである。
1992年ユネスコの世界危機遺産に登録され、遺跡を中心とし修復に努めてきたが、第二段階として2004年世界文化遺産に登録され、今まで危機遺産だった遺跡エリア（ゾーン1）の周りを取り囲むように、ゾーン2エリアを設定し全体で「アンコール遺跡公園」と命名された。コアな遺跡エリアの周りには、アンコールの広大な400万ヘクタールのエリアに、112の村、13万の住民、森、水田、放牧地が広がり、村人の生活、自然環境の保護、景観の維持に取り組んでいる。

## 歴史
この地には、9世紀頃から数々の王建設が開始された。この遺跡に特に大きく関わったとされるのはスーリヤヴァルマン2世（1113年 - 1145年）とジャヤーヴァルマン7世（1181年 - 1218年）といわれる。スーリヤヴァルマン2世は特にアンコール・ワットの建設を行い、その死後30年ほど後に王に就いたとされるジャヤーヴァルマン7世はアンコール・トムの大部分を築いたとされる。
しかし、ジャヤーヴァルマン7世が崩御した後のアンコールはアユタヤ朝の進入を度々受けその存在を侵され始め、その後ポニャー・ヤット王はついにアンコールを放棄するに至った。

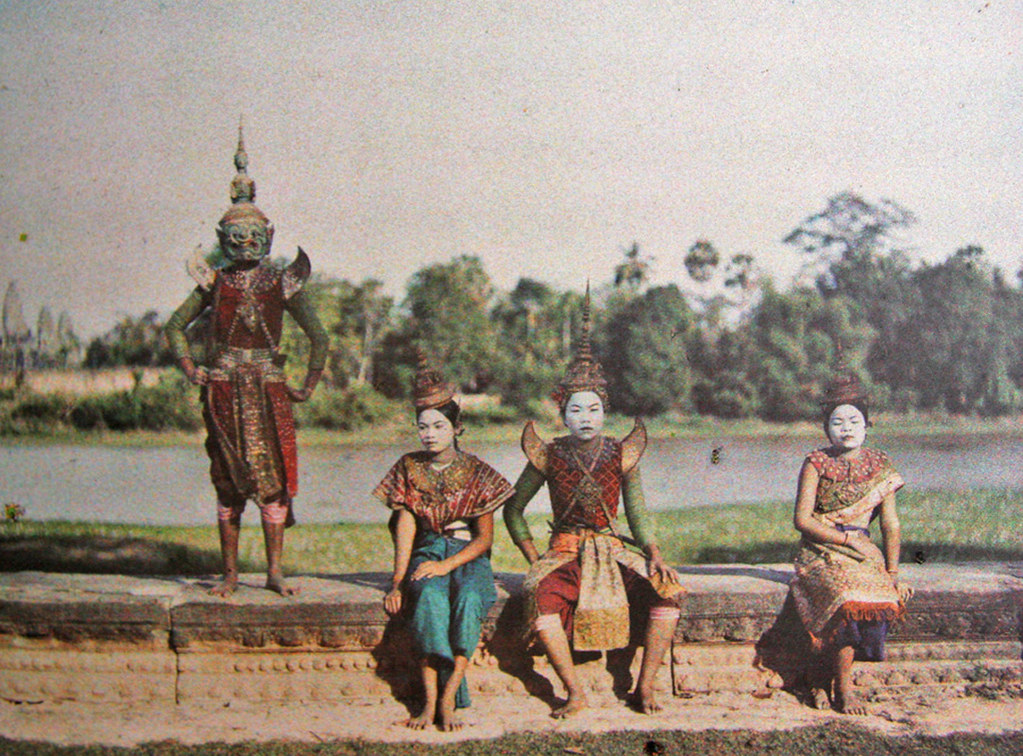
1920年前後のアンコールで撮られたアプサラダンスの踊り子たち

## 地図
- アンコール・ワット (1)
- アンコール・トム (2)
- バイヨン (2)
- プノン・バケン (3)
- 西バライ (4)
- 西メボン (4)
- 東バライ (5)
- 東メボン (5)
- プリヤ・カーン (6)
- プレループ (7)
- タ・プローム (8)
- バンテアイ・クデイ (9)
- ニャック・ポアン (10)
- タ・ソム (11)
- バンテアイ・スレイ (12)
- バンテアイ・サムレ (13)
- ロレイ (14)
- プリア・コー (15)
- バコン (16)
- シェムリアップ (17)
- プノン・クロム（英語版） (18)
- トンレサップ (19)

## 主な遺跡
アンコールに含まれる主な遺跡は以下の通りである。
- 中心部

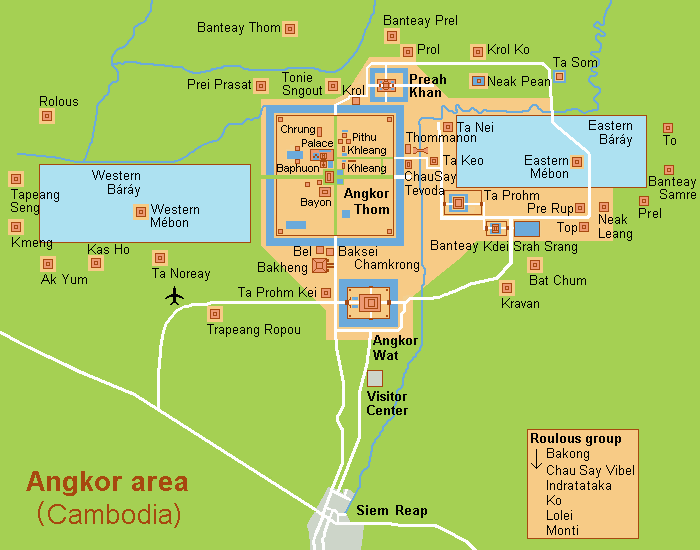
アンコール中心部の地図

  - アンコール・トム : 12世紀末-13世紀初頭、ジャヤーヴァルマン7世建立、仏教（観音菩薩）[3]。
    - バイヨン : 12世紀末、ジャヤーヴァルマン7世建立、仏教（観音菩薩）[3]。
    - 象のテラス : 12世紀末、ジャヤーヴァルマン7世建立、仏教（観音菩薩）[4]。
    - ライ王のテラス : 12世紀末、ジャヤーヴァルマン7世建立、仏教（観音菩薩）[4]。
    - ピミアナカス : 10世紀末-11世紀初頭、スーリヤヴァルマン1世建立、ヒンドゥー教[4]。
    - プラサット・スゥル・プラット : 12世紀末、ジャヤーヴァルマン7世建立、仏教[5]。
    - クリアン : 11世紀初頭、ジャヤーヴァルマン5世、スーリヤヴァルマン1世建立、ヒンドゥー教[6]。
    - バプーオン : 1060年頃、ウダヤーディティヤヴァルマン2世建立、ヒンドゥー教、15世紀以降仏教[4]。
    - プリア・パリライ（英語版） : 12世紀前半、仏教[7]。
    - プリア・ピトゥ : 12世紀前半、ヒンドゥー教（シヴァ）[8]。

  - アンコール・ワット : 1113-1145年頃、スーリヤヴァルマン2世建立、ヒンドゥー教（ヴィシュヌ）[3]。
  - プノン・バケン : 900年頃、ヤショーヴァルマン1世建立、ヒンドゥー教（シヴァ）[9]。
  - プラサット・バイ : ヤショーヴァルマン1世建立、ヒンドゥー教（シヴァ）[10]。
  - バクセイ・チャムクロン : 10世紀中頃（947年）、ハルシャヴァルマン1世（910-944年）、ラージェンドラヴァルマン2世（944-968年）建立、ヒンドゥー教（シヴァ）[11]。
  - トマノン : 12世紀前半、スーリヤヴァルマン2世建立、ヒンドゥー教[12]。
  - チャウ・サイ・テヴォーダ : 12世紀前半、スーリヤヴァルマン2世建立、ヒンドゥー教[13]。
  - スピアン・トマ : 11世紀初頭[14]。
- 東部
  - プレ・ループ : 961年、ラージェンドラヴァルマン2世建立、ヒンドゥー教（シヴァ）[15]。
  - タ・ケウ : 1000年頃、ジャヤーヴァルマン5世建立、ヒンドゥー教（シヴァ）[16]。
  - バンテアイ・サムレ : 12世紀中頃、スーリヤヴァルマン2世建立、ヒンドゥー教（ヴィシュヌ）[17]。
  - タ・プローム : 1186年、ジャヤーヴァルマン7世建立、仏教（観音菩薩）[16]。
  - スラ・スラン : 12世紀末、ジャヤーヴァルマン7世建立、仏教（観音菩薩）[15]。
  - バンテアイ・クデイ : 12世紀末、ジャヤーヴァルマン7世建立、仏教（ヒンドゥー教様式と混交）[16]。
  - タ・ネイ（英語版） : 12世紀末、ジャヤーヴァルマン7世建立、仏教[18]。
  - 東バライ : ヤショーヴァルマン1世建立[19]。
  - 東メボン : 952年、ラージェンドラヴァルマン2世建立、ヒンドゥー教（シヴァ）[15]。
  - プラサット・クラヴァン : 921年、ハルシャヴァルマン1世建立、ヒンドゥー教[15]。
- 北東部
  - クオル・コー（英語版） : 12世紀末-13世紀初頭、ジャヤーヴァルマン7世建立、仏教[20]。
  - ニャック・ポアン : 12世紀末、ジャヤーヴァルマン7世建立、仏教（観音菩薩）[9]。
  - タ・ソム : 12世紀末、ジャヤーヴァルマン7世建立、仏教（観音菩薩）[9]。
- 北東部郊外
  - バンテアイ・スレイ : 967年、ラージェンドラヴァルマン2世、ジャヤーヴァルマン5世建立、ヒンドゥー教（シヴァ）[17]。
  - プノン・クーレン : 802年、ジャヤーヴァルマン2世[21]
  - クバール・スピアン : 11世紀中頃、ヒンドゥー教[22]。
  - ベンメリア : 12世紀、おそらくスーリヤヴァルマン2世[23]ほか建立[24]、ヒンドゥー教（ヴィシュヌ）[23]。
- 北部
  - プリヤ・カーン : 1191年、ジャヤーヴァルマン7世建立、仏教（観音菩薩）[9]。
- 西部
  - 西バライ : 11世紀後半、ジャヤーヴァルマン6世建立[17]。
  - 西メボン : 11世紀後半、スーリヤヴァルマン1世建立、ヒンドゥー教（ヴィシュヌ）[25]。
  - アック・ヨム（英語版） : 7-9世紀、ヒンドゥー教（シヴァ）[26]。
- 南部郊外
  - ワット・アトヴィア : 12世紀、スーリヤヴァルマン2世建立、ヒンドゥー教（ヴィシュヌ）[27]。
  - プノン・クロム（英語版） : 9世紀末-10世紀初頭、ヤショーヴァルマン1世建立、ヒンドゥー教（シヴァ、ヴィシュヌ、ブラフマー）[28]。
- 南東部郊外
  - プリア・コー : 879年、インドラヴァルマン1世建立、ヒンドゥー教（シヴァ）[29]。
  - バコン : 881年、インドラヴァルマン1世建立、ヒンドゥー教（シヴァ）[29]。
  - ロレイ : 893年、ヤショーヴァルマン1世建立、ヒンドゥー教（シヴァ）[29]。
  - スピアン・プラプトス : 12世紀末-13世紀初頭、ジャヤーヴァルマン7世建立[30]。

## 管理団体
アンコール遺跡はカンボジア政府のアプサラ機構（アンコール地域遺跡保護管理機構）により、発掘・修復から観光開発（遺産の商品化）まで一手に管理している。
(参照）「Angkor World heritage area tourism-Management-Plan」(PDF) UNESCO apsara national authority 2012年12月
アンコール世界遺産エリア（下記地図）：ゾーン1（黄色い網掛け部分）・ゾーン2（ゾーン１の周りを囲むように四角く区切られた赤い網掛け部分）

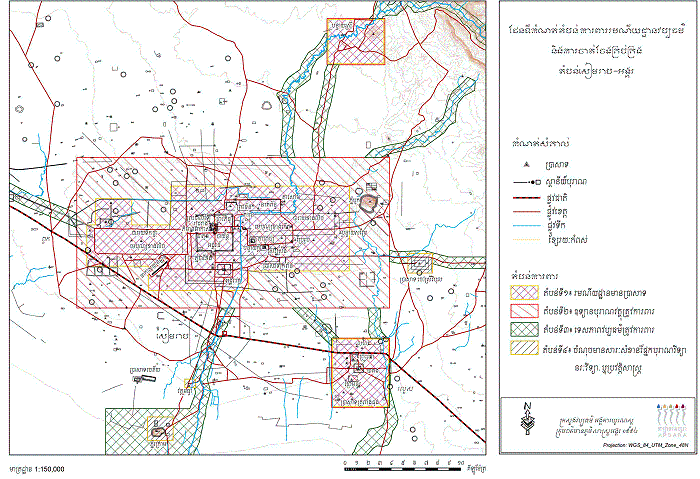
エリア地図（カンボジア語）

## 登録基準
この世界遺産は世界遺産登録基準のうち、以下の条件を満たし、登録された（以下の基準は世界遺産センター公表の登録基準からの翻訳、引用である）。
- (1) 人類の創造的才能を表現する傑作。
- (2) ある期間を通じてまたはある文化圏において、建築、技術、記念碑的芸術、都市計画、景観デザインの発展に関し、人類の価値の重要な交流を示すもの。
- (3) 現存するまたは消滅した文化的伝統または文明の、唯一のまたは少なくとも稀な証拠。
- (4) 人類の歴史上重要な時代を例証する建築様式、建築物群、技術の集積または景観の優れた例。

これに対し国際記念物遺跡会議は以下のような推薦理由を付けている（要旨）。
アンコール遺跡は9世紀から14世紀にかけてのクメール美術のすべてを伝えていて、議論の余地のないほどの傑作である(1)。
アンコールで培われたクメール美術は東南アジアに大きな影響を及ぼし、その過程に置いて基本的な役割を演じた(2)。
9世紀から14世紀にかけてのクメール王朝は東南アジアの方向を大きく定め、当地域で政治的にまた文化的に先駆的な役割を演じた。その文明の遺物は煉瓦や石で出来た豊かな宗教建築に残っている(3)。
クメールの建築はインドの副大陸的な様式から、独自の文化を創造したり周辺の文化を取り入れたりして抜け出すことによって東南アジアの様式との境界線を作った(4)。